# Arkadiusz Mularczyk

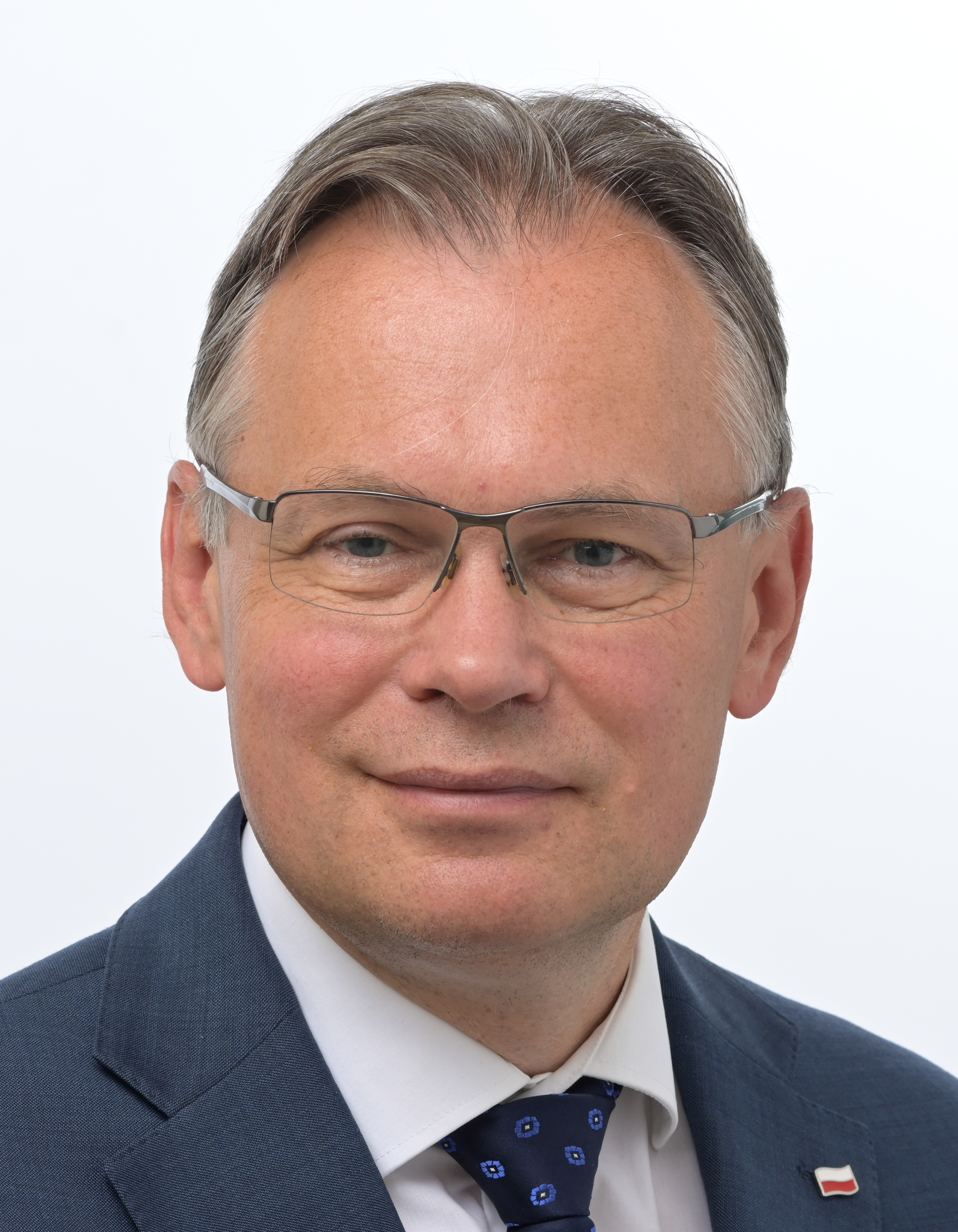
Arkadiusz Mularczyk (2024)

Arkadiusz Mularczyk (* 4. Februar 1971 in Racibórz) ist ein polnischer Politiker (AWS, PiS, SP). Er war von 2005 bis 2024 Abgeordneter des Sejm in der V., VI., VII., VIII., IX. und X. Wahlperiode. Im Oktober 2022 wurde er zum Staatssekretär im Außenministerium ernannt. Seit 2024 gehört er dem Europaparlament an.

## Leben und Beruf
Mularczyk beendete 1995 das Studium an der Fakultät der Rechts- und Verwaltungswissenschaften der Jagiellonen-Universität in Krakau, danach arbeitete er ab 1997 unter anderem im Büro für Gesetzgebung des Senats. 1999 bestand er das Examen vor der Kommission des Ministeriums des Staatsschatzes für Mitglieder von Aufsichtsräten für Gesellschaften des Staatsschatzes. 2000 beendete er das Aufbaustudium „Rechte und Freiheit des Menschen“ an der Internationalen Helsinki-Föderation für Menschenrechte in Warschau. 2001 bestand er das Rechtsanwalts-Examen und praktiziert als Rechtsanwalt. In einer Rangliste der 50 einflussreichsten Anwälte in Polen, die die Zeitung Dziennik Gazeta Prawna regelmäßig veröffentlicht, belegte er 2017 den 16. und 2020 den 32. Platz.
Mularczyk ist verheiratet. Seine Ehefrau wurde 2018 zur Vorsitzenden des Stadtrats von Nowy Sącz gewählt.

## Politik

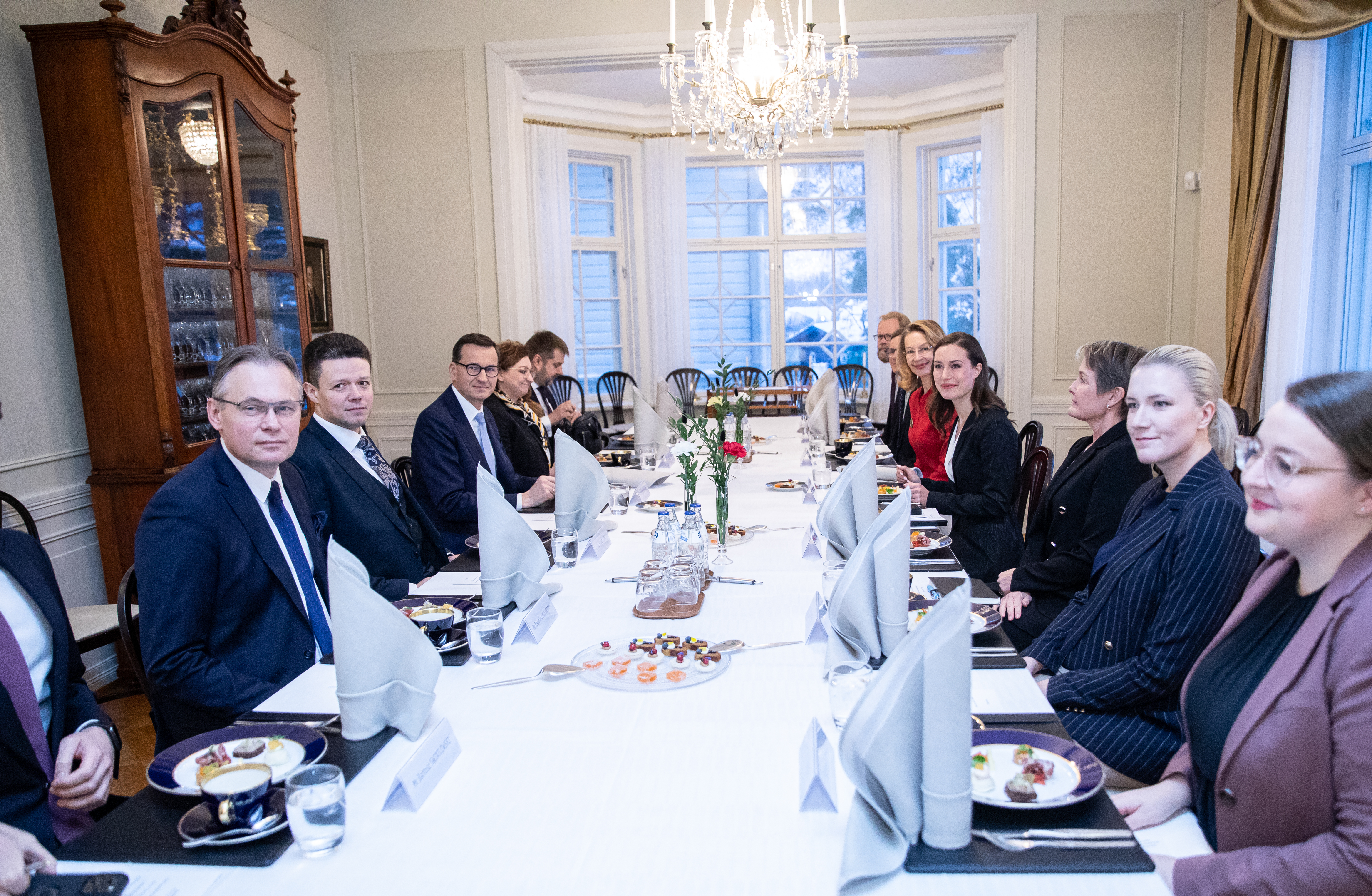
Mularczyk in Helsinki während eines Treffens mit der finnischen Premierministerin Sanna Marin, 20. November 2022

In den Jahren 1998 bis 2002 war er für die Akcja Wyborcza Solidarność Stadtrat in Nowy Sącz. 2002 trat er zur Prawo i Sprawiedliwość (PiS) über. Bei den Parlamentswahlen 2005 wurde er mit 9.566 Stimmen über die Liste der PiS für den Wahlkreis Nowy Sącz in den Sejm gewählt. Im Sejm der V. Wahlperiode war er stellvertretender Vorsitzender der Kommission für Justiz und der Außerordentlichen Kommission für Gesetzgebung, Vorsitzender der ständigen Kommission für die Novellierung des Strafrechts, Mitglied der Gesetzgebungskommission und der ständigen Unterkommission für das Verfassungstribunal.
Bei den Sejmwahlen 2007 wurde er für die PiS mit 49.929 Stimmen als Abgeordneter bestätigt. Im Sejm der VI. Wahlperiode war er Mitglied der Kommission für Justiz und stellvertretender Vorsitzender der Kommission für Gesetzgebung. Er saß auch im Untersuchungsausschuss zur Aufklärung von Fällen illegaler politischer Einflussausübung auf Funktionäre der Spezialdienste und des Justizapparats.
Er war einer der Autoren des sogenannten „Gesetzes zur Lustration von Personen in öffentlichen Ämtern“, das von dem Verfassungstribunal in großen Teilen als verfassungswidrig angesehen wurde. Während des Verfahrens vor dem Verfassungstribunal in dieser Sache war er der Vertreter des Sejms. Bei der Europawahl 2009 stellte er sich erfolglos zur Wahl. Bei der Parlamentswahl 2011 wurde er erneut in den Sejm gewählt. Er beteiligte sich 2011 an der Gründung der Fraktion Solidarna Polska und wurde daraufhin aus der PiS ausgeschlossen. Er war Fraktionsvorsitzender der Solidarna Polska (bzw. nach dem Verlust des Fraktionsstatus 2014 Vorsitzender der Parlamentarischen Gruppe). Bei der Europawahl 2014 scheiterte er mit der neuen Partei an der 5-%-Hürde. Bei der Parlamentswahl 2015 wurde er als Mitglied der Solidarna Polska auf der Liste der PiS wiedergewählt. Im November 2016 verließ Mularczyk die Solidarna Polska und wurde im Februar 2017 wieder in die PiS aufgenommen. Nachdem er bei der Europawahl 2019 erneut kein Mandat erringen konnte, wurde er Parlamentswahl 2015 im selben Jahr zum fünften Mal in den Sejm gewählt. Am 22. September 2022 wählte der Sejm ihn in den Krajowa Rada Sądownictwa, dessen stellvertretender Vorsitzender er im Oktober 2020 wurde. 2021 wurde er zum stellvertretenden Vorsitzenden der Parlamentarischen Versammlung des Europarates gewählt.

Mularczyk mit dem rumänischen AUR-Vorsitzenden George Simion in Brüssel, 20. März 2025

Mularczyk war Inspirator und Herausgeber des 2022 publizierten dreibändigen Gutachtens, mit dem die polnische Regierung unter Mateusz Morawiecki ihre Reparationsforderungen an die Bundesrepublik Deutschland untermauerte. Im Oktober 2022 trat er als Staatssekretär im Außenministerium in die Regierung unter Mateusz Morawiecki ein, sein Zuständigkeitsbereich wurden die Beziehungen Polens zur Europäischen Union und zur Bundesrepublik Deutschland; auch wurde er Regierungsbeauftragter für die polnischen Reparationsforderungen an die Adresse Berlins. Bei der Parlamentswahl 2023 konnte er seinen Sitz verteidigen. Nach Bildung der neuen Regierung Tusk schied Mularczyk aus dem Amt als Staatssekretär aus. Bei der Europawahl 2024 gelang es ihm im vierten Anlauf ein Mandat zu erringen.

## Ehrungen
- Komtur mit Stern des Ordens des Löwen von Finnland[23]